# Winthemia antennalis
Winthemia antennalis är en tvåvingeart som beskrevs av Daniel William Coquillett 1902. Winthemia antennalis ingår i släktet Winthemia och familjen parasitflugor. Inga underarter finns listade i Catalogue of Life.